# Henry Rawlinson, I barone Rawlinson
Henry Seymour Rawlinson, I barone Rawlinson (Westminster, 20 febbraio 1864 – Delhi, 28 marzo 1925) è stato un generale britannico.

## Biografia
Rawlinson nacque a Westminster, Londra, il 20 febbraio 1864; suo padre era Sir Henry Creswicke Rawlinson, già ufficiale dell'esercito britannico e grande studioso dell'archeologia e degli Assiri; sua madre invece era Caroline Paget, figlia dell'ammiraglio Clarence Paget e nipote del celebre Lord Uxbridge, Henry Paget, I marchese di Anglesey. Rawlinson fu educato ad Eton e a Sandhurst e nel 1884 entrò nel King's Royal Rifle Corps di stanza in India. Il suo battesimo del fuoco avvenne in Birmania in occasione dei combattimenti coi ribelli nel 1886.
Nel 1889 la madre di Rawlinson morì ed egli tornò in Inghilterra; fu trasferito tra le Coldestream Guards e promosso capitano. Partecipo con Kitchener alla campagna di Omdurman contro il Mahdhi. Si distinse nella guerra boera e nel 1903 fu promosso tenente generale e posto a capo dellArmy Staff College. Nel 1907 divenne comandante della 2n Infantry Brigade ad Aldershot e nel 1910 General Officer Commanding 3rd Division.
Poco dopo l'inizio della prima guerra mondiale Rawlinson fu posto a capo del comando generale della IV Divisione in Francia. Nel 1915 fu comandante della Prima Armata Britannica, ma fu privato dell'incarico a causa delle divergenze con il comando riguardo alla tattica da utilizzare. Rawlinson fu assegnato a Gallipoli per organizzare la ritirata delle truppe alleate e successivamente fece richiesta per il comando della IV Armata e fu uno dei pianificatori dell'avanzata sulla Somme; fu promosso generale nel 1917 e fino al 1918 ebbe il comando della II Armata. Ebbe una delle parti principali nell'avanzata di Ypres comandando le truppe anfibie sulla costa belga. Dopo la guerra fu creato cavaliere dell'Ordine Reale Vittoriano e cavaliere dell'Ordine del Bagno e organizzò la ritirata delle truppe alleate impiegate contro i bolscevichi nel Baltico.
Durante la guerra Rawlinson fu notato per le sue tattiche innovative e per le combinazioni delle varie armi che Rawlinson favoriva e che portarono ad alcune delle più grandi vittorie britanniche. Con l'armistizio il Parlamento offrì un ringraziamento pubblico a Rawlinson oltre che un seggio che il generale riscusò. Nel 1919 fu creato Barone Rawlinson di Trent e quindi membro della camera dei Lord.
Nel 1920 divenne General Officer Commanding-in-Chief for Aldershot Command, uno dei comandi più prestigiosi dell'esercito britannico e poi comandante in capo in India e nel 1924 fu creato cavaliere di gran croce dell'Ordine della Stella d'India. Lord Rawlinson morì dopo essersi ammalato dopo una partita di polo e cricket il giorno del suo sessantunesimo compleanno.
Alfred Rawlinson, fratello di Henry ed ereditiero del titolo, giocò un ruolo alquanto importante durante la grande guerra, servendo in Mesopotamia e in Persia; fu preso prigioniero dai turchi, causando diverse complicazioni per la posizione di Henry. Le sue memorie, ispirate dal fratello, sono raccolte in: Adventures in the Near East, 1918-1922.